# 파나소닉 루믹스 DMC-GF2
파나소닉 루믹스 DMC-GF2는 2010년 11월 4일에 발표된 파나소닉 gf1의 후속제품이다.
본체 색상은 레드와 블랙 두 가지이다. 플래시를 내장한 렌즈 교환식 디지털 카메라에서는 세계 최소 최경량으로 밝혀졌다.
새로이 1,920 × 1,080픽셀 / 60i (센서 출력 30p)의 AVCHD의 풀 HD 동영상을 지원하고 있으며, LCD 모니터의 터치 조작이 가능하게 되었다. 또한 마이크가 모노에서 스테레오로 변경되었다. DMC-GF1의 동영상 기능은 AVCHD Lite 720p 기록이었다.
센서는 유효 1,210만 화소의 4/3 인치 LiveMos 센서로 화소 수는 DMC-GF1와 같다. 초음파 진동 방식의 먼지 방지 기능도 갖춘다. 감도는 ISO100-6400, 3D 렌즈를 사용하여 MPO 형식으로 기록에도 대응하고 있으며, 3D 렌즈 LUMIX G 12.5mm F12가 사용 가능하다.
DMC-GF1 상단에 있던 모드 다이얼을 제거하였으며, 뒷면의 버튼도 수를 줄였다. 내장 플래시는 유지되고 있다. 싱크로 속도는 1/160 초. 액정 모니터는 약 46만 화소의 3인치 (3:2) 터치 스크린이며, 전원은 리튬 이온 충전지 CIPA 준거의 촬영 가능 매수는 약 300장이다.
기록 미디어는, SDXC / SDHC / SD 메모리 카드이며, 본체 사이즈는 112.8 × 67.8 × 32.8mm, DMC - GF1 대비 가로 6.2mm, 높이 3.2mm, 깊이 3.5mm 작아졌다. 본체만의 무게는 약 265g으로, DMC - GF1에 비해 20g 가벼운 무게이다.

## 같이 보기
- 올림푸스 PEN E-P2
- 올림푸스 PEN E-PL2
- 올림푸스 PEN E-P3
- 올림푸스 PEN E-PL3
- 파나소닉 루믹스 DMC-GF1